# Thủy Tiên (ca sĩ hải ngoại)
Thủy Tiên (sinh năm 1972) là một ca sĩ người Mỹ gốc Việt nổi tiếng khoảng đầu thập niên 90 tại Sài Gòn và từ thập niên 2000 tại hải ngoại. Trước đó, Thủy Tiên và Thế Sơn từng là một cặp song ca ăn ý tại Việt Nam. 

## Tiểu sử
Thủy Tiên tên thật là Huyền Tôn Nữ Thủy Tiên, sinh 12/1/1972 tại Sài Gòn.
Trong một dịp đến vũ trường Đại Thế giới tham dự sinh nhật một người bạn vào tháng 5 năm 1989, Thủy Tiên được mời lên hát giúp vui. Sau lần hát đó, Thủy Tiên được người phụ trách chương trình ca nhạc cho vũ trường này mời cộng tác. Khoảng 2 tháng sau, nhạc sĩ Nguyễn Ngọc Thiện trong một lần ghé chơi, đã để ý đến tiếng hát của cô nên mời cô thu băng một số nhạc phẩm của mình, cùng lúc giới thiệu cô với nhạc sĩ Lý Được.
Cô gia nhập ban nhạc Hi Vọng với Lý Được, Sỹ Đan, Tùng Châu, mang tiếng hát đến với người nghe tại hầu hết những vũ trường và tụ điểm ca nhạc ở Sài Gòn. Những năm đầu thập niên 90, Thủy Tiên đã trở thành một tên tuổi gây được nhiều chú ý trong nước.
Vào năm 1991, Thủy Tiên phối hợp với Thế Sơn thành một cặp song ca rất ăn ý, đặc biệt qua những nhạc phẩm đã gây được nhiều ấn tượng nơi người nghe như "Cô Bé Dỗi Hờn", "Vì sao","Mong Đợi Ngậm Ngùi". Cũng trong thời kỳ này, Thủy Tiên đã rất được khán thính giả ưa thích với những nhạc phẩm: "Phố Biển" của Thanh Tùng, "Hứa đi anh" của Nguyễn Ngọc Thiện, "Nụ Hôn" của Tôn Thất Lập, "Nguyệt Ca" của Trịnh Công Sơn, "Tuổi 18" của Từ Huy,...
Năm 2001, Thủy Tiên và 2 anh sang Mỹ định cư. Thời gian đầu ở Mỹ, Thủy Tiên cư ngụ tại Quận Cam, California, sau đó cô dời về San Diego. Cha cô - một thiếu tá từng bị giam cầm 7 năm trong tù cải tạo - từ năm 1994 đã cư ngụ tại Los Angeles theo diện HO.
Về trường hợp đến với Trung tâm Thúy Nga vào tháng 7/2001, Thủy Tiên cho biết đã được một nhân vật trong ban giám đốc trung tâm này để ý khi đến nghe cô hát tại phòng trà Tiếng Tơ Đồng ở Sài Gòn. Những bài hát cô trình diễn thành công cho trung tâm này là "Đừng Trách Người Ơi", "Người tình trăm năm", "Anh Cho Em Mùa Xuân",...
Gần đây, sau khi hết hợp đồng với Trung tâm Thúy Nga, cô tiếp tục hợp tác với Trung tâm Asia qua một số tiết mục như "Loan Mắt Nhung", "Men Tình Nồng", Medley "Người Về Từ Lòng Đất - Nơi Ấy Bình Yên - Trống Vắng" với Diễm Liên và Philip Huy.

## Album
1. Tiếng Hát Thủy Tiên (2000)
2. TNCD278: Nhớ Anh (2002)
3. TNCD314: Dòng Sông Không Trở Lại (2004)
4. TNCD357: Yêu Ai (2005)
5. TNCD388: Vì Yêu (2006) - với Lương Tùng Quang, Lưu Bích
6. TNCD443: Vì Yêu 2 (2009) - với Lương Tùng Quang, Lưu Bích

## Trình diễn trên sân khấu

### Trung tâm Thúy Nga
| STT | Ca khúc                                                                  | Thể hiện với | Chương trình         | Năm  |
| --- | ------------------------------------------------------------------------ | --- | -------------------- | ---- |
| 1   | Nhớ Anh (Kỳ Phương)                                                      | Solo | Paris By Night 62    | 2001 |
| 2   | Em Sẽ Đến (Vĩnh Phước)                                                   | Solo | Paris By Night 63    | 2002 |
| 3   | Lạc Lối (Kim Tuấn)                                                       | Nguyễn Hưng | Paris By Night 65    | 2002 |
| 4   | Xin Hãy Quên Đi (Nguyễn Quang)                                           | Thế Sơn | Paris By Night 65    | 2002 |
| 5   | Giọt Nắng Hồng (Ngô Thụy Miên)                                           | Solo | Paris By Night 66    | 2002 |
| 6   | Đừng Trách Người Ơi (Lê Hựu Hà)                                          | Solo | Paris By Night 67    | 2002 |
| 7   | Dòng Sông Không Trở Lại (Bảo Phúc)                                       | Solo | Paris By Night 68    | 2003 |
| 8   | Đã Bao Năm (Ngọc Trọng)                                                  | Solo | Paris By Night 69    | 2003 |
| 9   | Tóc Em Chưa Úa Nắng Hè (Phạm Mạnh Cương)                                 | Solo | Paris By Night 70    | 2003 |
| 10  | Nửa Vòng Tay Lạnh (Tùng Châu, Nhật Ngân)                                 | Solo | Paris By Night 71    | 2003 |
| 11  | Âm Thầm (Hiền Năng)                                                      | Solo | Paris By Night 72    | 2004 |
| 12  | Quên Đi Hết Đam Mê (Nhật Trung)                                          | Bằng Kiều | Paris By Night 73    | 2004 |
| 13  | Anh Cho Em Mùa Xuân (Nguyễn Hiền)                                        | solo | Paris By Night 74    | 2004 |
| 14  | Yêu Ai (Nguyễn Ngọc Thiện)                                               | solo | Paris By Night 75    | 2004 |
| 15  | Xuân Họp Mặt (Văn Phụng)                                                 | Như Quỳnh, Loan Châu, Bảo Hân | Paris By Night 76    | 2005 |
| 16  | Khúc Nhạc Ngày Xuân (Nhật Bằng)                                          | Solo | Paris By Night 76    | 2005 |
| 17  | Người tình trăm năm (Đức Huy)                                            | Solo | Paris By Night 77    | 2005 |
| 18  | Lời Cảm Ơn (Ngô Thụy Miên, Hạ Đỏ Bích Phượng)                            | Khánh Ly, Lệ Thu, Hoàng Oanh, Tuấn Ngọc, Khánh Hà, Như Quỳnh, Minh Tuyết, Bằng Kiều, Thu Phương, Lưu Bích, Nguyễn Hưng, Bảo Hân, Lương Tùng Quang, Thế Sơn, Trần Thái Hòa, Quang Lê, Như Loan, Loan Châu, Tâm Đoan, Hồ Lệ Thu, Vân Quỳnh, Dương Triệu Vũ | Paris By Night 77    | 2005 |
| 19  | Người Tình Người Đẹp Xinh Xinh (Tùng Giang)                              | Solo | Paris By Night 78    | 2005 |
| 20  | Cơn Mưa Bất Chợt (Sỹ Đan)                                                | Lương Tùng Quang | Paris By Night 79    | 2005 |
| 21  | Em Là Xuân Về (Bảo Chấn)                                                 | solo | Paris By Night 80    | 2006 |
| 22  | LK Bahama Mama, Sunny (Boney M.)                                         | Bảo Hân | Paris By Night 81    | 2006 |
| 23  | Magic In The Air (LV: Lan Anh)                                           | Lưu Bích | Paris By Night 84    | 2006 |
| 24  | LK Thiên Đàng Ái Ân, Chỉ Có Em, Tình Vẫn Chưa Yên (Lam Phương)           | Lương Tùng Quang, Bảo Hân | Paris By Night 88    | 2007 |
| 25  | Đường Vào Yêu (LV: Giáng Ngọc)                                           | solo | Paris By Night 89    | 2007 |
| 26  | Amore Mio (LV: Thủy Tiên)                                                | Lưu Bích | Paris By Night 92    | 2008 |
| 27  | Em Phải Làm Sao (Minh Khang)                                             | Solo | Paris By Night 94    | 2008 |
| 28  | LK New Wave 80's (LV: Lan Anh)                                           | Lương Tùng Quang, Lưu Bích | Paris By Night 96    | 2009 |
| 29  | Chuyến Bay Hạnh Phúc (Hoài An)                                           | Lưu Bích, Bảo Hân, Tú Quyên, Nguyệt Anh, Như Quỳnh, Như Loan, Hồ Lệ Thu, Ngọc Anh, Hương Thủy, Quỳnh Vi, Minh Tuyết | Paris By Night 98    | 2009 |
| 30  | Con Đường Màu Xanh (Trịnh Nam Sơn)                                       | Trần Thái Hòa | Paris By Night 98    | 2009 |
| 31  | Thương Nhau Ngày Mưa (Nguyễn Trung Cang)                                 | Lưu Bích, Minh Tuyết, Như Quỳnh, Hồ Lệ Thu, Như Loan, Thanh Hà, Ngọc Anh | Paris By Night Divas | 2010 |
| 32  | Voyaga, Voyage (LV: Chiêu Nghi)                                          | Solo | Paris By Night Divas | 2010 |
| 33  | LK Một Ngày Không Có Anh (Y Vân, Nguyễn Long), Nếu Một Ngày (Khánh Băng) | Lưu Bích | Paris By Night 100   | 2010 |
| 34  | Điệp Khúc Mùa Xuân (Quốc Dũng)                                           | Solo | Paris By Night 101   | 2011 |

### Trung tâm Asia
| STT | Ca khúc                                                                                 | Thể hiện với          | Chương trình | Năm  |
| --- | --------------------------------------------------------------------------------------- | --------------------- | ------------ | ---- |
| 1   | LK Người Về Từ Lòng Đất (Quốc Dũng), Nơi Ấy Bình Yên (Bảo Chấn), Trống Vắng (Quốc Hùng) | Diễm Liên, Philip Huy | ASIA 69      | 2012 |
| 2   | Loan Mắt Nhung (Huỳnh Anh)                                                              | solo                  | ASIA 70      | 2012 |
| 3   | Men Tình Nồng (Trúc Sinh, Lê Đức Long)                                                  | solo                  | ASIA 71      | 2013 |
| 4   | Nắng Hạ (Nguyễn Trung Cang)                                                             | solo                  | ASIA 73      | 2013 |
| 5   | Nuối Tiếc (Trịnh Nam Sơn)                                                               | Trịnh Nam Sơn         | ASIA 75      | 2014 |

### SBTN
| STT | Tiết mục                       | Thể hiện với | Chương trình                             | Năm  |
| --- | ------------------------------ | ------------ | ---------------------------------------- | ---- |
| 1   | Mùa Thu Yêu Đương (Lam Phương) | solo         | Cầu Nguyện Nỗi Đau & Chia Sẻ Với Nước Úc | 2020 |
| 2   | Biết Đến Thuở Nào (Tùng Giang) | solo         | Một Chút Quà Cho Quê Hương               | 2021 |